# کاروانسرای براشلو
کاروانسرای براشلو مربوط به دوره صفوی است و در فسا، ۸ کیلومتری شمال شهرک جدید فاز ۵، منطقه براشلو واقع شده و این اثر در تاریخ ۲۶ اسفند ۱۳۸۶ با شمارهٔ ثبت ۲۱۸۷۸ به‌عنوان یکی از آثار ملی ایران به ثبت رسیده است.